# Talegaon Dabhade
Talegaon Dabhade é uma cidade  no distrito de Pune, no estado indiano de Maharashtra.

## Demografia
Segundo o censo de 2001, Talegaon Dabhade tinha uma população de 42,574 habitantes. Os indivíduos do sexo masculino constituem 53% da população e os do sexo feminino 47%. Talegaon Dabhade tem uma taxa de literacia de 79%, superior à média nacional de 59.5%: a literacia no sexo masculino é de 83% e no sexo feminino é de 75%. Em Talegaon Dabhade, 11% da população está abaixo dos 6 anos de idade.